# Школа № 1498 «Московская Международная Школа»
Школа № 1498 «Московская Международная Школа» — Государственное бюджетное общеобразовательное учреждение города Москвы. Расположена в районе Раменки Западного административного округа города Москвы.

## Общая информация
Школа № 1498 была основана в 1994 году. Изначально это было государственное образовательное учреждение средняя общеобразовательная школа № 1198. В апреле 2009 года школе присвоен статус «Центр образования». С того же года школа стала реализовывать концепцию «Московская Международная Школа».
17 ноября 2014 года в результате слияния ГБОУ центра образования № 1498, ГБОУ центра образования "Школа здоровья" №1941, ЦВР "Раменки" было образовано новое общеобразовательное учреждение - Государственное бюджетное общеобразовательное учреждение города Москвы "Школа № 1498 "Московская международная школа"
В школе преподаются все общеобразовательные предметы. Английский язык преподаётся по углублённой программе. Также большое внимание уделяется изучению черчения.
В школе открыты ИТ-класс, предпринимательский класс и медиакласс городских проектов предпрофессионального образования. В рамках проектов школа активно сотрудничает с ведущими вузами и колледжами Москвы. 
В школе проводятся различные мероприятия. В 2010, 2011 и 2012 годах в центре образования № 1498 проводился международный турнир по черчению. Весной 2010 года в школе состоялся фестиваль научно-технического творчества и молодежной инициативы. В ноябре 2010 года в ЦО № 1498 проходил мастер-класс по каллиграфии.
Согласно официальному рейтингу лучших школ Москвы, составленному в ноябре 2011 года по результатам образовательной деятельности, центр образования № 1498 занял 261 место.
По результатам Центра педагогического мастерства за 2023/2024 учебный год школа занимает 301-400 место в рейтинге вклада образовательных организаций в качественное образование московских школьников.
Школьное движение
В учебном заведении ведётся активная программа:
1. Многочисленные экскурсии;
2. Школьные праздники;
3. Мероприятия в учебной сфере.
Также существует школьная газета, в которую может внести статью или комментарий каждый ученик школы.

## Директора школы
| Даты                   | Директор                      |
| ---------------------- | ----------------------------- |
| 2008 — 2015            | Герчиков Михаил Юрьевич       |
| 2015 — 2017            | Лукьянова Наталья Геннадьевна |
| 2017 — 2024            | Малиованова Елена Львовна     |
| 2024 — настоящее время | Шаркади Елена Васильевна      |